# Veliki gradac
Le mont Veliki gradac (en serbe cyrillique : Велики градац) est un sommet de la Fruška gora, un massif situé dans la région de Syrmie au nord-ouest de la Serbie et dans la province autonome de Voïvodine. Il s'élève à une altitude de 471 mètres.

## Localisation
Le mont Veliki gradac se trouve à la limite entre les municipalités de Beočin et d'Irig. Le village le plus proche du sommet est celui de Vrdnik.
Il est situé dans la partie centrale du massif, à proximité du hameau de Zmajevac, un des centres de vacances et de loisir de la Fruška gora.